# Mravenčí vrch
Mravenčí vrch (niem. Omsenberg, 837 m n.p.m.) – wzniesienie w Czechach, w południowej części Gór Kruczych, w Sudetach Środkowych.